# Carnegie Steel Company

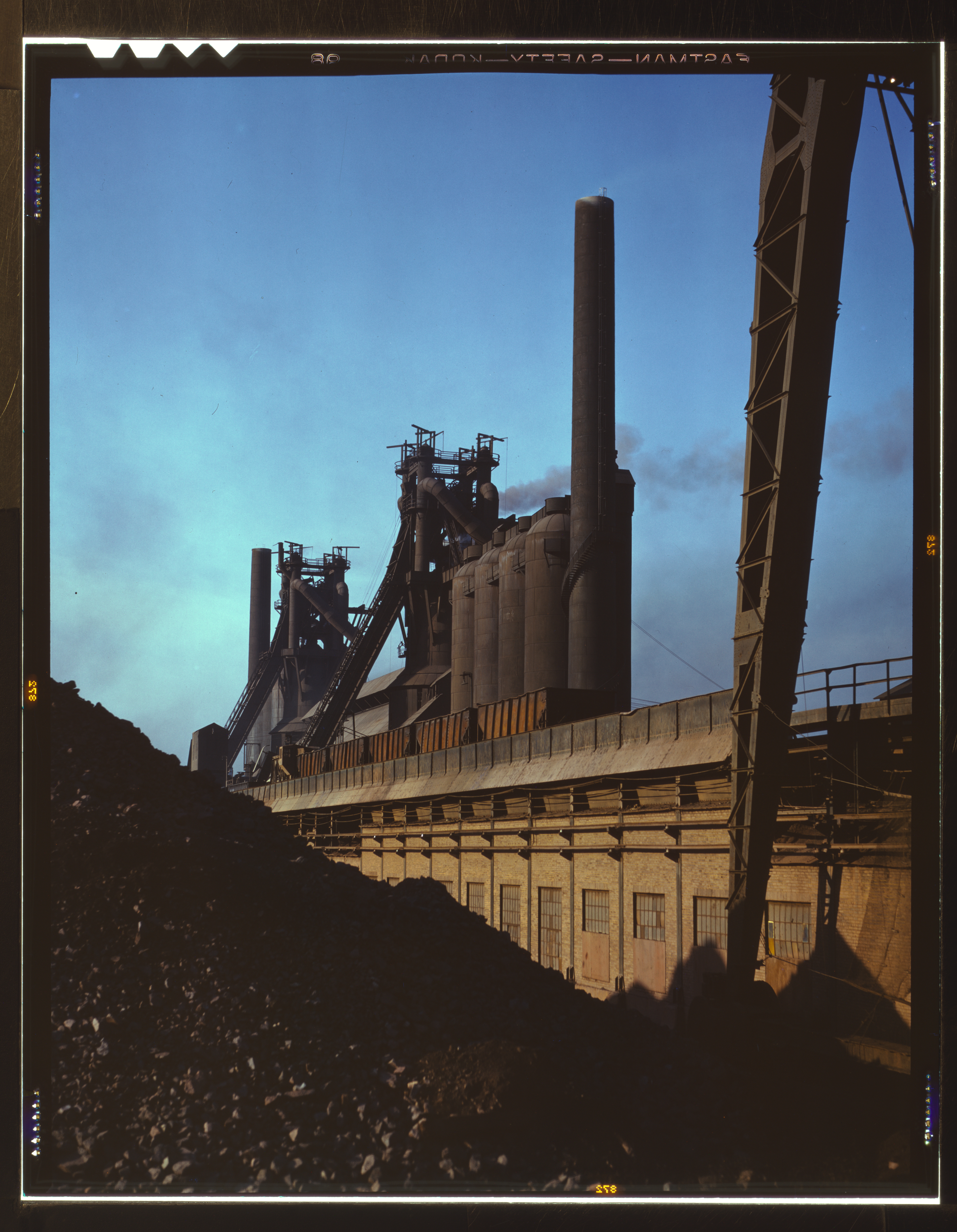
Altoforno Carnegie-Illinois Steel a Etna in Pennsylvania (1941)

La Carnegie Steel Company fu un'industria metallurgica creata da Andrew Carnegie per la lavorazione e produzione di materiali ferrosi con sede a Pittsburgh in Pennsylvania nel tardo XIX secolo.

## Storia
Carnegie costruì il suo primo centro siderurgico nel 1872: il redditizio Edgar Thomson Steel Works a Braddock (Pennsylvania).
Thomson Steel Works iniziò a produrre rotaie nel 1874. Carnegie stimò nel 40% il return on investment. I profitti realizzati dalla Thomson Edgar Steel Works furono sufficientemente elevati da permettere al signor Carnegie ed ai suoi associati l'acquisto di altre acciaierie nelle vicinanze, nel 1892 venne così fondata la Carnegie Steel Company.
La sua sede venne stabilita nel Carnegie Building, un immobile adibito ad uffici al centro di Pittsburgh. Costruito per mostrare l'utilizzo dell'acciaio nella sua costruzione, l'edificio era costruito su quindici piani e venne lasciato scoperto per un anno intero. Esso venne poi demolito nel 1952.
Carnegie fece realizzare il centro utilizzando le principali innovazioni tecnologiche disponibili al tempo, in particolare l'installazione del sistema a camino ad Homestead nel 1886. Egli era in grado di produrre acciaio per travi strutturali e per la corazza delle navi da guerra della US Navy, che pagò prezzi molto più elevati per il prodotto premium. Inoltre l'impianto era sempre più spostato verso il sistema continuo di produzione. Carnegie installò migliori sistemi di movimentazione dei materiali, come la gru a ponte, gru, macchine per il carico e carrelli. Tutto ciò accelerò enormemente il processo di produzione permettendo una produzione di gran lunga più elevata. Con l'espandersi delle fabbriche aumentò anche, in proporzione, la forza lavoro, in particolare quella dei lavoratori meno qualificati. I lavoratori più specializzati, aderenti al sindacato, reagirono, nel 1892, con l'inefficace sciopero di Homestead.
La Carnegie Steel Company venne venduta alla United States Steel Corporation nel 1901. Questa era un conglomerato di società. Il nome della società controllata venne cambiato in Carnegie Steel Company-Illinois nel 1936.
La presenza dei fiumi Allegheny, Monongahela e Ohio  fornì la possibilità di trasportare facilmente i materiali pesanti connessi con l'industria siderurgica. Ogni impianto venne perciò ubicato vicino o accanto a un fiume.
Il seme della società che divenne la sua maggiore concorrente venne piantato nel 1853. Jones, Lauth and Company costruirono forni per il puddellaggio e laminatoi lungo il fiume Monongahela a circa quattro chilometri da Pittsburgh. Bernard Lauth inventò e brevettò la laminazione a freddo del ferro nel 1859. Nello stesso anno, James H. Laughlin costruì la Laughlin and Company dall'altra parte del fiume rispetto alla Jones, Lauth and Company. Nel corso del tempo le due imprese si unirono sotto il nome di Jones & Laughlin Steel Company e installarono i loro primi due convertitori Bessemer per la produzione di acciaio nel 1886.
La J. & L. Steel divenne il più importante concorrente della Carnegie Steel Company e United States Steel Corporation nelle vicinanze di Pittsburgh. Nel 1905 iniziò la costruzione di una nuova fabbrica di acciaio lungo il fiume Ohio, a 32 km. da Pittsburgh, lungo il fiume, ad Aliquippa. Nel 1908 venne costruita una nuova sede di 12 piani a Pittsburgh.
La J. & L. Steel annunciò numerose espansioni delle sue operazioni, compreso un investimento di 250.000.000 di dollari fra il 1955 ed il 1958. Nel 1968 la Ling-Temco-Vought, Inc. del Texas si offrì di acquistare il sessantatré per cento della J. & L. Steel, cosa che segnò l'inizio della fine dell'industria siderurgica nella regione di Pittsburgh.
Cambiamenti nel modo di produrre l'acciaio era già intervenuti prima che la Carnegie Steel Company fosse stata venduta nel 1901. I produttori di acciaio avevano cominciato ad abbandonare i convertitori Bessemer installando al loro posto forni Martin-Siemens. Questi furono ampiamente diffusi fino al 1970 quando il forno ad arco elettrico e la colata continua li resero obsoleti. Attualmente, l'occupazione è straordinariamente bassa negli stabilimenti rimanenti che sono stati parte della Carnegie Steel Company dal 1900, anche se a Braddock lo stabilimento della Thomson Edgar Steel Works è ancora attivo e produce lastre di acciaio che vengono spedite verso valle allo stabilimento di Irvin Works a Dravosburg per la produzione di bobine.